# Comté de Henderson (Illinois)
Pour les articles homonymes, voir Comté de Henderson.
Le comté de Henderson est un comté situé dans l'État de l'Illinois, aux États-Unis. En 2000, sa population est de 8 213 habitants. Son siège est Oquawka.